# ボスウォッシュ

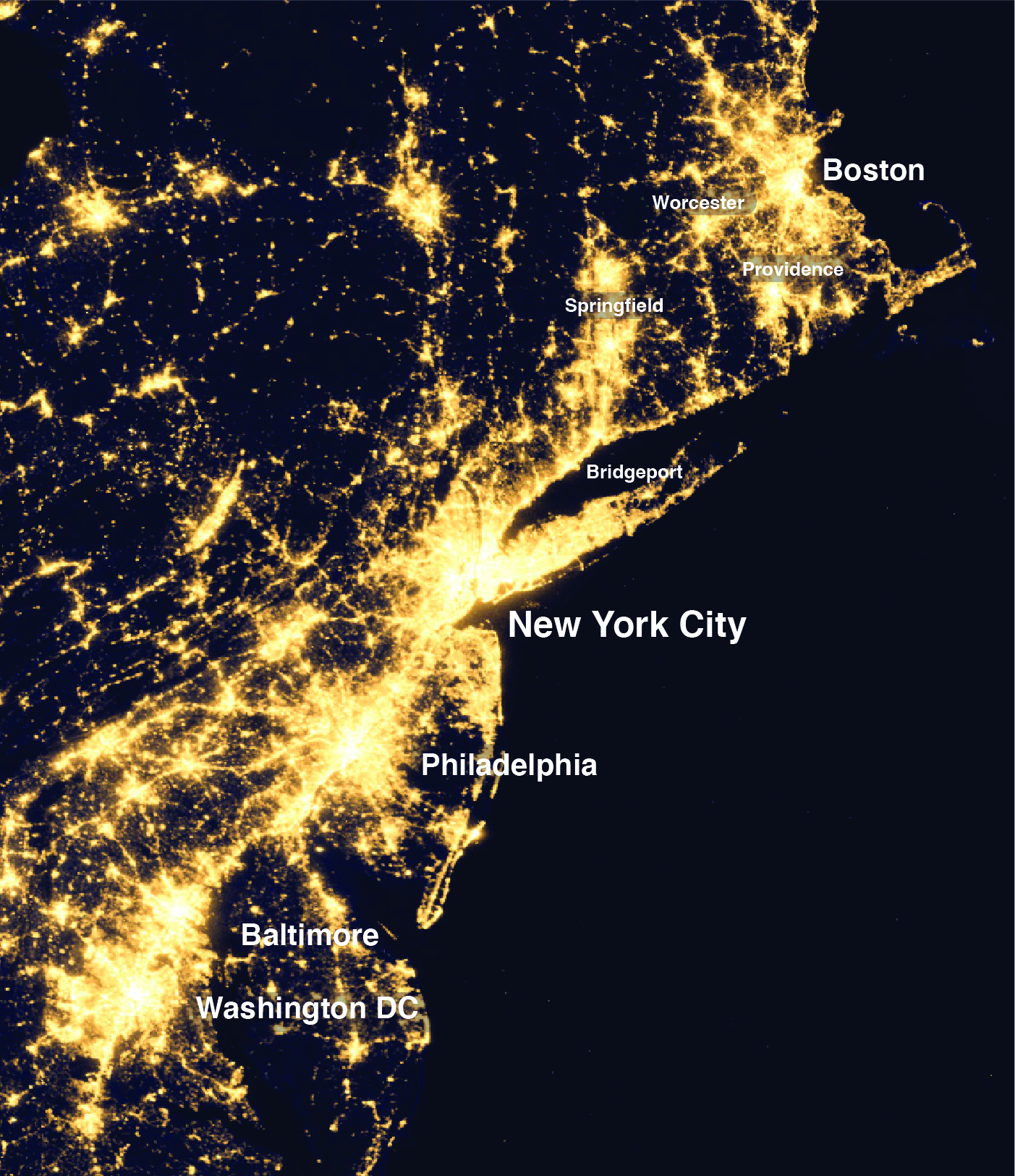

ボスウォッシュ（英: Boswash、他にBoston-Washington corridor、Northeast Corridor、Bos-Wash Corridor、Northeast megalopolis）は、アメリカ合衆国北東部（ノースイースタン・ユナイテッド・ステーツ）の一つの帯となっている都市圏の総称である。マサチューセッツ州ボストン都市圏からワシントンD.C.の間で、
ロードアイランド州プロビデンス、
コネチカット州のハートフォード、ニューヘイブン、スタンフォード、
ニューヨーク州ニューヨーク、
ニュージャージー州ニューアーク、
ペンシルベニア州フィラデルフィア、
デラウェア州ウィルミントン、
および、メリーランド州ボルティモアの各都市圏が含まれている。
地理的な傾向はフランス人地理学者ジャン・ゴットマンの著作「メガロポリス：アメリカ合衆国の都市化された北東部海岸線」（1961年出版）で初めて特定された。ここに含まれる都市は経済的な結びつきが強く、また、交通でも通信でも連結されており、特に鉄道関連用語としては「北東回廊」と言われる。
ゴットマンによれば、ボスウォッシュは、地域社会がその中心街でかつて得られていたような大変多くの基本的サービスをアメリカ合衆国全土に提供しているので、アメリカのメインストリートと呼ぶに値するかもしれない、としている。
ゴットマンはアメリカで他に2つのメガロポリスを上げている。すなわち、シカゴからピッツバーグまでのチピッツ（ChiPitts）およびサンフランシスコからサンディエゴまでのサンサン（SanSan）であるが、前者は Great Lakes megalopolis、後者は California megapolitan areas と呼ばれており、この言葉が広く使われている訳ではない。
バージニア工科大学の都市圏研究所によるメガロポリスを超えては、ゴットマンの研究に最近の傾向を入れて更新した試みであるが、北東部大都市圏をボストンを越えてメイン州のポートランドまで、ワシントンを越えてバージニア州のリッチモンドまで拡張しており、 アメリカ合衆国のそのような10の地域の1つに数えている。

## 範囲
ボスウォッシュはメイン州南部とニューハンプシャー州から南部のバージニア州北部まで広がる。バージニア州北部にはワシントンD.C.の郊外にあたる大きな領域が含まれ、アレクサンドリアとアーリントンが入っている。ボスウォッシュ全体で6000万人に迫る人口があり、全米の約18%、世界の人口の約0.75%に相当する。
この地域には、ニューヨーク証券取引所、NASDAQ、ホワイトハウスおよびアメリカ合衆国議会議事堂があり、国際連合本部ビルや、ABC、NBC、CBS、FOXの本社があり、またニューヨーク・タイムズ会社やワシントン・ポストの本社、さらに8校のアイビー・リーグ大学のうち6校までが存在する。ステート・ストリート、シティグループおよびフィデリティのような金融会社の本社がこの地域の中にある。この地域はアメリカ合衆国の経済活動の5分の1を占めており、フォーチューン世界の500社のうち58社が存在する。
アムトラックの最速列車アセラ・エクスプレスは、ボスウォッシュ全域にわたる電化線である北東回廊を走っている。州間高速道路95号線はアメリカでも最も交通量の多い高速道路であり、ボスウォッシュ全域にわたる主要交通路でもある。
ボスウォッシュ・メガロポリスにある主要都市である（北から南に配列）
- ポートランド (メイン州)
- マンチェスター (ニューハンプシャー州)
- ナシュア (ニューハンプシャー州)
- ケンブリッジ (マサチューセッツ州)
- ボストン (マサチューセッツ州)
- プロビデンス (ロードアイランド州)
- ウォリック (ロードアイランド州)
- クランストン (ロードアイランド州)
- ウースター (マサチューセッツ州)

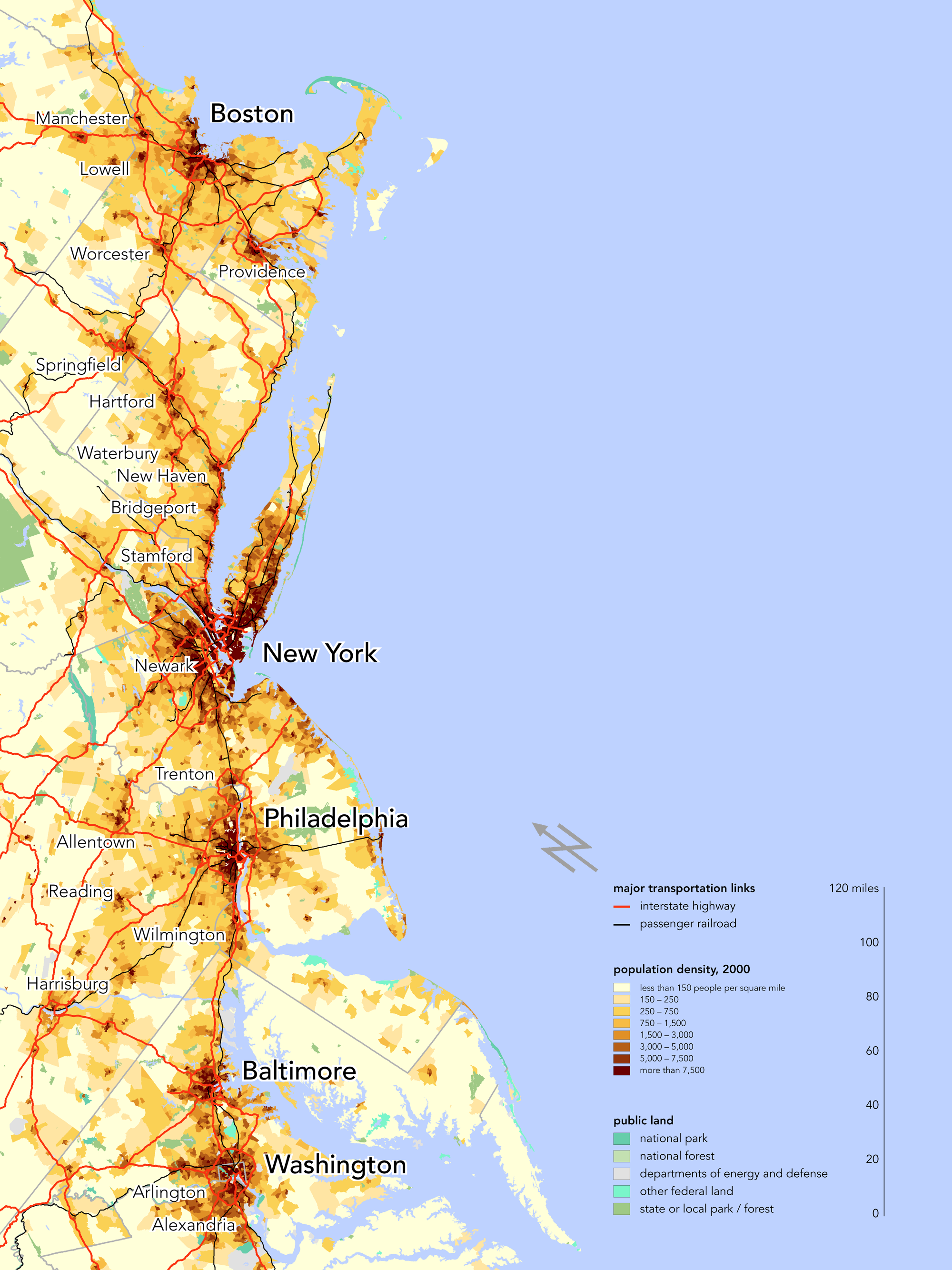

- スプリングフィールド (マサチューセッツ州)
- ニューベッドフォード (マサチューセッツ州)
- フォールリバー (マサチューセッツ州)
- ハートフォード (コネチカット州)
- ニューヘイブン (コネチカット州)
- ブリッジポート (コネチカット州)
- スタンフォード (コネチカット州)
- オールバニ (ニューヨーク州)
- ニューヨーク (ニューヨーク州)
- パターソン (ニュージャージー州)
- ジャージーシティ (ニュージャージー州)
- ニューアーク (ニュージャージー州)
- エリザベス (ニュージャージー州)
- アレンタウン (ペンシルベニア州)
- レディング (ペンシルベニア州)
- フィラデルフィア (ペンシルベニア州)
- アトランティックシティ (ニュージャージー州)
- バインランド (ニュージャージー州)
- カムデン (ニュージャージー州)
- ウィルミントン (デラウェア州)
- ボルティモア (メリーランド州)
- ワシントンD.C.
- アーリントン (バージニア州)
- アレクサンドリア (バージニア州)

- リッチモンド (バージニア州)*
- ニューポートニューズ (バージニア州)*
- ハンプトン (バージニア州)*
- ノーフォーク (バージニア州)*
- バージニアビーチ (バージニア州)*

* 常にボスウォッシュに含まれる訳ではない。通常は南部の一部と考えられている。  
回廊の南西端近くには小規模あるいは中規模の都市圏がある。ペンシルベニア州のランカスター、ハリスバーグ、およびヨーク、メリーランド州のヘイガーズタウンとフレデリックの各都市圏は、ボスウォッシュの一部と考えられることがある。ただし地理学者によってどの都市圏を含めるか排除するかには異論がある。

## 人口統計

### 広域都市圏
| 広域都市圏 (CSA)                             | 州                                                                                     | 人口 （2020年） |
| -------------------------------------------- | -------------------------------------------------------------------------------------- | --------------- |
| ニューヨーク・ニューアーク                   | ニューヨーク州・ニュージャージー州・コネチカット州・ペンシルベニア州                   | 23,582,649      |
| ワシントン・ボルチモア・アーリントン         | コロンビア特別区・メリーランド州・バージニア州・ウェストバージニア州・ペンシルベニア州 | 9,973,383       |
| ボストン・ウースター・プロビデンス           | マサチューセッツ州・ニューハンプシャー州・ロードアイランド州・コネチカット州           | 8,466,186       |
| フィラデルフィア・レディング・カムデン       | ペンシルベニア州・ニュージャージー州・デラウェア州・メリーランド州                     | 7,379,700       |
| ハートフォード・イーストハートフォード       | コネチカット州                                                                         | 1,482,086       |
| ハリスバーグ・ヨーク・レバノン               | ペンシルベニア州                                                                       | 1,295,259       |
| オールバニ・スケネクタディ                   | ニューヨーク州                                                                         | 1,190,727       |
| ポートランド・ルイストン・サウスポートランド | メイン州                                                                               | 662,879         |
| ソールズベリー・ケンブリッジ                 | メリーランド州・デラウェア州                                                           | 450,577         |
| ハリソンバーグ・スタントン                   | バージニア州                                                                           | 261,004         |
| 広域都市圏小計                               | 広域都市圏小計                                                                         | 54,747,450      |

### 合同統計地域に入らない都市圏
| 都市圏 (MSA)                         | 州                                   | 人口 （2020年） |
| ------------------------------------ | ------------------------------------ | --------------- |
| リッチモンド                         | バージニア州                         | 1,314,434       |
| アレンタウン・ベスレヘム・イーストン | ペンシルベニア州・ニュージャージー州 | 861,889         |
| スプリングフィールド                 | マサチューセッツ州                   | 699,162         |
| スクラントン・ウィルクスバリ         | ペンシルベニア州                     | 567,559         |
| ランカスター                         | ペンシルベニア州                     | 552,984         |
| シャーロッツビル                     | バージニア州                         | 221,524         |
| バンゴー                             | メイン州                             | 152,199         |
| ピッツフィールド                     | マサチューセッツ州                   | 129,026         |
| 都市圏小計                           | 都市圏小計                           | 4,498,777       |
| 合計                                 | 合計                                 | 59,246,227      |